# Casa Balsach
La Casa Balsach és una obra eclèctica de Sabadell (Vallès Occidental) protegida com a Bé Cultural d'Interès Local.

## Descripció
Casal cantoner que disposa de planta baixa, dos pisos i pati posterior. La façana principal té el típic cancell a l'entrada i balconada al primer pis, l'altra façana és encara molt simple amb una obertura per planta. El material emprat és l'estuc i la pedra. Tot l'edifici es troba resseguit per un balustre al coronament.